# ویفر ناپولی
ویفر ناپولی (به آلمانی: Neapolitaner-Waffeln) یک بیسکویت ساندویچی از ویفر و کرم شکلات است که اولین بار به وسیله کمپانی اتریشی مانر در سال ۱۸۹۸ تولید شده‌است. آنها با استفاده از فندق وارداتی از ناپل، ایتالیا برای ساخت کرم شکلات با طعم فندق، این بیسکویت را در ۵ لایه ویفر و ۴ لایه کرم در ابعاد ۴۹ میلیمتر در ۱۷ میلیمتر در ۱۷ میلیمتر تولید کردند که این دستور تولید اولیه تا امروز بدون تغییر باقی مانده‌است. شرکت مانر هنوز این بیسکویت را در بسته‌های ده تایی می‌فروشد، با اینکه در حال حاضر بسیاری از شرکت‌ها با برداشت از این ایده اغلب آن را با لایه‌ای ای شکلات می‌پوشانند.